# Культура Сены-Уазы-Марны
Культура Сены-Уазы-Марны (культура СУМ) — название археологической культуры позднего неолита и одновременно первой во Франции культуры халколита. Названа по рекам, ограничивающим территорию находок, связанных с ней.
Существовала на севере Франции в период около 3100 — 2000 г. до н. э. (некалиброванная датировка С14; согласно более поздней калиброванной датировке, 3500-2500 гг. до н. э.). Наиболее характерной особенностью данной культуры являются её галереи-мегалиты (гробницы коридорного типа), в которых плита отделяет вход от основной погребальной камеры. В меловой долине реки Марны гробницы, вырубленные в скалах, имели похожую конструкцию. Имеются примеры мегалитического искусства: вырезанные на стенах изображения топоров, стилизованные божества и т. п.
Среди характерных для данной культуры артефактов: наконечники стрел поперечного типа, оленьи рога, а также грубая, с плоским дном цилиндрическая или ведрообразная керамика с нанесёнными путём аппликации поясками. Эта керамика отличалась от более изящной керамики граничивших с ней на юге культур (Пё-Ришар, Вераза и др.), которые она постепенно оттесняла.
Культура СУМ имела торговые связи с соседними культурами, что позволяло использовать импортированные из Бретани и Луары кремнёвые орудия, а позднее медь.
Данная культура, по-видимому, имела тесные связи с другими культурами и могла сложиться под влиянием ряда соседних, что видно из конструкции гробниц галерейного типа, распространённых во всей Европе, и типов керамики, имеющих аналоги в Западной Франции в период с 2600 года до н. э., а также в Бретани, Швейцарии и Дании.
Находки, сходные с данной культурой, обнаружены у швейцарского города Хорген (ввиду географической удалённости они рассматриваются как отдельная Хоргенская культура).